# Mohammad Karamudini
Mohammad Karamudini (nacido en 1955) es un escritor, traductor, periodista científico y profesor iraní. Es autor y traductor de diversos artículos y libros en persa sobre biología y educación en biología. Es autor o traductor de más de 37 libros científicos y muchos artículos adicionales en persa. Ha recibido numerosos premios, entre ellos "El mejor libro del año" (cuatro veces: 2006, 2010, 2011 y 2017), "Festival Roshd de los mejores libros educativos" (tres veces: 2002, 2011 y 2013) y "Festival al mejor libro de texto universitario" (en 2012). Mohammad Karamudini es además el fundador de la Olimpiada de Biología de Irán y ha sido presidente del Comité Científico Nacional de la Olimpiada de Biología de Irán durante 20 años.

## Carrera
Mohammad Karamudini comenzó su carrera en educación científica como profesor de biología en escuelas secundarias iraníes en 1974. Durante su carrera, ha recibido numerosos premios por su desempeño docente entre los que se encuentran
- el "Premio Docente Distinguido" del "Ministerio de Educación" (1991);

- Destacado educador e investigador del Curriculum Development Center (2001);

- investigador más destacado de la Organización para la Investigación y la Planificación de la Educación (2002).

Antes de su jubilación en julio de 2006, Mohammad Karamudini fue jefe del Departamento de Biología de la Organización para la Investigación y la Planificación de la Educación en Irán durante 10 años.

## Libros y publicaciones
Mohammad Karamudini tiene más de 30 publicaciones en persa. Tiene varios artículos en inglés, entre los que se incluyen:
- "Desarrollo de la educación en biología en países en desarrollo" presentado en BioEd2000 en París, (2000).

- "Aprendizaje basado en proyectos en la educación científica" presentado en la tercera conferencia internacional sobre educación científica y tecnológica en East London, Sudáfrica, (2003)

Su libro, la "Fotosíntesis", le trajo el honor de ser elegido como el mejor autor de publicaciones educativas para estudiantes de secundaria en 2003. 

#### Libros en persa
- "Una colección de artículos", Rahaveard, 1992;
- "Biología de las plantas, una guía y un cuaderno de ejercicios", Editorial Fatemi, 2000;
- "Fotosíntesis", Mehranb-e Ghalam, 2002; [3]
- "Sokhan: Gran enciclopedia de palabras persas", libro de ocho volúmenes, Elmi Publisher, (trabajo en grupo), 2002;[3]
- "Biology", Madreseh Publisher, (traducido), 2003;
- "Animal Show", Ofogh, un libro de 6 volúmenes, (traducido), 2005;
- "Plantas", Entesharat-e Fanni-e Irán, (traducido), 2005;
- "Ecología", Editorial Fatemi, (traducido), 2009; [3]
- "Ciencias biológicas, un libro de texto para estudiantes de noveno grado", Chap Va Nashr Publication Co., (trabajo en grupo);
- "Biología y laboratorio (1), un libro de texto para estudiantes de décimo grado", Chap Va Nashr Publication Co., (Trabajo en grupo);
- "Biología y laboratorio (2), un libro de texto para estudiantes de 11 ° grado", Chap Va Nashr Publication Co., (Trabajo en grupo);
- "Biología, un libro de texto para estudiantes preuniversitarios", Chap Va Nashr Publication Co., (Trabajo en grupo);
- "Ciencias biológicas, un libro para profesores para el noveno grado", Chap Va Nashr Publication Co., (Trabajo en grupo);
- "Biología y laboratorio, un libro para profesores para el décimo grado", Chap Va Nashr Publication Co., (trabajo en grupo);
- "Biología y laboratorio, un libro para maestros para el grado 11", Chap Va Nashr Publication Co., (trabajo en grupo);
- "Ecología y comportamiento animal", Editorial Fatemi,
- "Biología", Editorial Fatemi, [3]
- "Enciclopedia de la ciencia para niños", Editorial Ofogh, (Trabajo en grupo), (Traducido), Próximamente;
- "Etología", Editorial Fatemi;
- "Living as Butterlflies Do: A Collection of Articles", Khane-ye Zist Shensi, 2012 [3]